# Alejandro Sanz
Alejandro Sanz, właśc. Alejandro Sánchez Pizarro (ur. 18 grudnia 1968 w Madrycie) – hiszpański piosenkarz, kompozytor i autor tekstów. 15-krotny zwycięzca Latin Grammy oraz zdobywca trzech nagród Grammy. Sprzedał ponad 25 milionów egzemplarzy swoich płyt na całym świecie. W jego muzyce można odnaleźć wpływy flamenco, ale muzyk eksperymentuje również z rockiem, salsą i elementami hip-hopu.

## Życiorys

### Początki
Pochodzi z Madrytu, pierwsze lata swojego życia mieszkał w Moratalaz w centrum miasta. Wpływ na wybór kariery muzycznej miał jego ojciec, Jesús Sánchez, zawodowy gitarzysta. Jego kariera rozpoczęła się pod koniec 1988 r., kiedy to nagrał swoją pierwszą płytę Los Chulos Son Pa’ Cuidarlos pod pseudonimem Alejandro Magno (Aleksander Wielki). Muzyka będąca połączeniem techno i flamenco nie zrobiła większego wrażenia, dzisiaj natomiast płyta jest rarytasem dla kolekcjonerów. Za oficjalny początek jego kariery uznaje się rok 1991, kiedy to Alejandro Sanz wydał swój pierwszy studyjny album Viviendo Deprisa. Ta płyta, podobnie jak kolejna z roku 1993 pozwoliła mu zdobyć pozycję na hiszpańskim rynku muzycznym, solidną na tyle, że Sanz wydał w kolejnym roku płytę live zatytułowaną Básico. W tym samym roku nagrał piosenkę „Mi primera canción” ze swoim idolem Paco de Lucią. Z trzecim oficjalnym albumem studyjnym zatytułowanym po prostu 3 w roku 1996 przyszła próba zaistnienia na światowych listach przebojów. Płyta została nagrana także w portugalskiej i włoskiej wersji językowej, a singiel „La fuerza del corazon” zajął 9. miejsce na liście US Latin Pop.

### Maestro
Mas, płyta z silnymi wpływami flamenco i gorących rytmów uzyskała w samej Hiszpanii status 22-krotnej platynowej, natomiast pochodząca z niej piosenka „Corazon partio” jest uważana za absolutnego klasyka i punkt zwrotny w jego karierze; jej cover wykonuje m.in. Julio Iglesias. Dzięki temu sukcesowi artysta po raz pierwszy wyruszył w trasę po Stanach Zjednoczonych. Ogromna sprzedaż albumów Más z 1997 roku i El Alma Al Aire z 2000 r. uplasowała go w grupie artystów o największej liczbie sprzedanych płyt na świecie. El Alma Al Aire, pierwsza bardziej eksperymentalna płyta Sanza, przekroczyła w pierwszym tygodniu sprzedaży w Hiszpanii milion kopii, czym artysta pobił swój własny rekord ustanowiony poprzednim albumem. Płyta przyniosła mu cztery Latin Grammy Awards 2001, m.in. za płytę roku, piosenkę roku i najlepszego artystę popowego.
W 2000 wziął udział w bożonarodzeniowym koncercie w Watykanie, występując obok takich postaci jak Al Bano czy Bryan Adams i śpiewając „Cuando nadie me ve” oraz „Noche de Luz”.
Po zamachu 11 września wziął udział w nagraniu „Todo para ti” – hiszpańskiej wersji „What More Can I Give”, piosenki napisanej przez Michaela Jacksona.
W roku 2002 Sanz został pierwszym hiszpańskim piosenkarzem, który nagrał płytę z serii MTV Unplugged – płyta ta została nagrodzona trzema Latin Grammy Awards. W tym samym roku wyszła kolejna ciekawa płyta artysty zatytułowana No es lo mismo – ten album z elementami hip-hopu nagrodzono czterema Latin Grammy Awards w roku 2004.
W 2005 roku Sanz współpracował z Shakirą przy hicie „La Tortura” – piosenka stała się międzynarodowym przebojem i pobiła rekord liczby tygodni na pierwszym miejscu listy Hot Latin Songs. Rok później Sanz wydał kolejną płytę En tren los momentos z gościnnymi występami muzyków takich jak Shakira, Juanes i Calle 13. Płyta została najlepszym albumem latynoskim na 50th Grammy Awards. Z sukcesem i kłopotami prywatnymi przyszło załamanie nerwowe na początku 2007 roku. Zła prasa pojawiła się również z powodu krytycznych słów, które wypowiedział pod adresem prezydenta Wenezueli, Hugona Cháveza. Uniemożliwiły mu one koncertowanie w tym kraju przez kilka następnych lat.
Kolejna płyta Paraíso Express (2009), owoc współpracy Sanza i puertorykańskiego producenta Tommy Torresa, była powrotem do bardziej klasycznego i optymistycznego brzmienia – okazała się najlepszym popowym albumem Latin Grammy Awards 2010 oraz najlepszym latynoskim albumem Grammy Awards 2011. Album był promowany przez dwujęzyczny singiel „Looking for Paradise” wykonywany razem z Alicią Keys.
W 2010 był jednym z 25 hiszpańskojęzycznych artystów, którzy nagrali w celach charytatywnych piosenkę „Ay Haití” dla ofiar katastrofalnego trzęsienia ziemi na Haiti w styczniu tego roku.
W 2012 Sanz wydał swoją dziewiątą oficjalną płytę studyjną, La musica no se toca, która po 5 miesiącach osiągnęła w Hiszpanii status platyny.
W lutym 2013 w Miami piosenkarz dostał nagrodę Premio Lo Nuestro za dorobek życia, ale niespodziewanie dla niego samego dostał też nagrodę dla najlepszego artysty pop. W lipcu tego samego roku Berklee College of Music ogłosił przyznanie Sanzowi doktoratu honoris causa (wręczenie 6 listopada 2013).

### Życie prywatne
30 grudnia 1999 r. ożenił się na Bali z meksykańską modelką Jaydy Michel. W 2001 r. urodziła się ich córka Manuela Sánchez Michel. Para rozwiodła się w 2005 roku. W 2001 roku, w trakcie trwania pierwszego małżeństwa, piosenkarzowi urodził się z nieformalnego związku z portorykańską projektantką mody, Valerią Rivera syn Alexander.
W lipcu 2011 roku w Nowym Jorku urodził się jego drugi syn, Dylan, ze związku z byłą asystentką Raquel Pererą. Para spotykała się od 2007 roku i sformalizowała swój związek w Barcelonie 23 maja 2012 roku, miesiąc po śmierci matki artysty.
W roku 2000 wyszła pierwsza i jedyna do tej pory autoryzowana biografia Maestro napisana przez Juana Carlosa de Laiglesia zatytułowana Por derecho. Oparta na wywiadzie z muzykiem zawiera również teksty jego piosenek.
W wolnych chwilach Sanz maluje oraz jest fanem twittera.

## Dyskografia

### Albumy studyjne
- Los chulos son pa' cuidarlos (1989)
- Viviendo deprisa (1991)
- Si tú me miras (1993)
- 3 (1995)
- Más (1997)
- El alma al aire (2000)
- No es lo mismo (2003)
- El tren de los momentos (2006)
- Paraíso Express (2009)
- La Música No Se Toca (2012)

### Albumy live i kompilacje
- Básico (1994)
- MTV Unplugged (2001)
- Grandes éxitos 1991-2004 (2004)

### Single
| 1991                         | „Los Dos Cogidos De La Mano”              | –  | –  | –  | –  | –  | Viviendo Deprisa                     |
| 1991                         | „Pisando Fuerte”                          | 1  | –  | –  | –  | –  | Viviendo Deprisa                     |
| 1993                         | „Si Tú Me Miras”                          | 1  | –  | –  | –  | –  | Si Tú Me Miras                       |
| 1993                         | „Cómo Te Echo De Menos”                   | –  | –  | –  | –  | –  | Si Tú Me Miras                       |
| 1995                         | „La Fuerza Del Corazon”                   | 1  | –  | 9  | –  | –  | Alejandro Sanz 3                     |
| 1995                         | „Mi Soledad Y Yo”                         | 1  | –  | –  | –  | –  | Alejandro Sanz 3                     |
| 1995                         | „¿Lo Ves?”                                | –  | –  | –  | –  | –  | Alejandro Sanz 3                     |
| 1996                         | „Quiero Morir En Tu Veneno”               | 1  | –  | –  | –  | –  | Alejandro Sanz 3                     |
| 1997                         | „Y, ¿si fuera ella?”                      | 1  | 13 | 3  | 9  | –  | Más                                  |
| 1997                         | „Corazón Partío”                          | 1  | 3  | 3  | 7  | –  | Más                                  |
| 1998                         | „Siempre Es De Noche”                     | –  | 40 | 18 | –  | –  | Más                                  |
| 1998                         | „Amiga Mía”                               | –  | 2  | 1  | 5  | –  | Más                                  |
| 1998                         | „Aquello Que Me Diste”                    | –  | 9  | 3  | 13 | –  | Más                                  |
| 2000                         | „Cuando Nadie Me Ve”                      | 1  | 12 | 9  | 7  | –  | El Alma Al Aire                      |
| 2000                         | „Quisiera Ser”                            | 1  | 13 | 17 | 9  | –  | El Alma Al Aire                      |
| 2001                         | „El Alma Al Aire”                         | 1  | 40 | 17 | 30 | –  | El Alma Al Aire                      |
| 2001                         | „Llega, Llego Soledad”                    | –  | –  | –  | –  | –  | El Alma Al Aire                      |
| 2001                         | „Y Solo Se Me Ocurre Amarte”              | 1  | 10 | 5  | 14 | –  | MTV Unplugged                        |
| 2002                         | „Aprendiz”                                | –  | 13 | 10 | –  | –  | MTV Unplugged                        |
| 2002                         | „Toca Para Mi”                            | –  | 38 | 18 | 23 | –  | MTV Unplugged                        |
| 2003                         | „No Es Lo Mismo”                          | 1  | 4  | 3  | 23 | –  | No Es Lo Mismo                       |
| 2004                         | „Regálame La Silla Donde Te Esperé”       | –  | 23 | 16 | –  | –  | No Es Lo Mismo                       |
| 2004                         | „Eso”                                     | –  | 25 | 13 | –  | –  | No Es Lo Mismo                       |
| 2004                         | „He Sido Tan Feliz Contigo”               | –  | –  | –  | –  | –  | No Es Lo Mismo                       |
| 2004                         | „Try To Save Your S’ong”                  | –  | –  | –  | –  | –  | No Es Lo Mismo                       |
| 2004                         | „Tu No Tienes Alma”                       | –  | 18 | 12 | –  | –  | Grandes Éxitos 1991–2004             |
| 2006                         | „A La Primera Persona”                    | –  | 1  | 1  | 12 | –  | El Tren de los Momentos              |
| 2006                         | „Te Lo Agradezco, Pero No” (& Shakira)    | 1  | 1  | 1  | 4  | 1  | El Tren de los Momentos              |
| 2007                         | „Enséñame Tus Manos”                      | –  | –  | 29 | –  | –  | El Tren de los Momentos              |
| 2007                         | „En La Planta De Tus Pies”                | –  | –  | –  | –  | –  | El Tren de los Momentos              |
| 2009                         | „Looking for Paradise” (& Alicia Keys)    | 1  | 1  | 1  | 1  | 1  | Paraíso Express                      |
| 2009                         | „Desde Cuándo”                            | 5  | 18 | 7  | –  | 11 | Paraíso Express                      |
| 2010                         | „Nuestro Amor Será Leyenda”               | 11 | 25 | 5  | –  | –  | Paraíso Express                      |
| 2010                         | „Lola Soledad”                            | 36 | –  | –  | –  | –  | Paraíso Express                      |
| 2012                         | „No Me Compares”                          | 1  | 1  | 1  | 1  | –  | La Música No Se Toca                 |
| 2012                         | „Se Vende”                                | 3  | 23 | 7  | 1  | –  | La Música No Se Toca                 |
| 2012                         | „Mi Marciana”                             | 1  | –  | –  | –  | –  | La Música No Se Toca                 |
| 2013                         | „Camino de Rosas”                         | –  | –  | –  | –  | –  | La Música No Se Toca                 |
| Gościnnie z innymi artystami |                                           |    |    |    |    |    |                                      |
| 2001                         | „Una Noche” (& The Corrs)                 | –  | –  | –  | –  | –  | In Blue                              |
| 2005                         | „La Tortura” (& Shakira)                  | 1  | 1  | 1  | 1  | –  | Fijación Oral Vol. 1                 |
| 2005                         | „Tu Corazón” (& Lena)                     | –  | –  | –  | –  | –  | Lena                                 |
| 2008                         | „Corazón Partío” (& Ivete Sangalo)        | –  | –  | –  | –  | –  | Multishow ao Vivo: Ivete no Maracanã |
| 2010                         | „Gracias a la Vida” (singel charytatywny) | –  | –  | –  | –  | –  | Non-album single                     |
| 2011                         | „La Quiero a Morir” (& Jarabedepalo)      | –  | –  | –  | –  | –  | ¿Y Ahora Qué Hacemos?                |
| 2012                         | „Cómo Me Acuerdo” (& Draco Rosa)          | –  | –  | –  | –  | –  | Vida                                 |